# Dream of a Lifetime
Dream of a Lifetime ist ein Album des US-amerikanischen Sängers Marvin Gaye. Es ist das erste postum veröffentlichte Album des Künstlers und erschien im Mai 1985 bei CBS.
Es enthält sowohl Stücke, an denen er kurz vor seinem Tod arbeitete, als auch Lieder, die er im Lauf der Jahre aufgenommen, jedoch nicht veröffentlicht hat.
Der Unterschied zwischen den neueren und den älteren Liedern ist dabei kaum zu überhören. Die neueren Lieder sind sehr Synthesizer-lastig und textlich unter der Gürtellinie angesiedelt (Savage in the Sack oder Masochistic Beauty). Die älteren Titel erinnern hingegen stark an Gayes erfolgreichste Zeiten und seine Veröffentlichungen der frühen 1970er (z. B. Symphony oder It’s Madness).
Insgesamt ist Dream of a Lifetime also kein in sich homogenes Album, sondern eher eine Marvin-Gaye-Kompilation und der Versuch des Plattenlabels, mit dem Tod des Künstlers Geld zu verdienen.

## Titelliste
1. Sanctified Lady (5:26)
(Marvin Gaye / Gordon Banks)
2. Savage in the Sack (3:21)
(Marvin Gaye)
3. Masochistic Beauty (4:41)
(Marvin Gaye / Gordon Banks)
4. It’s Madness (3:22)
(Marvin Gaye)
5. Ain’t It Funny (How Things Turn Around) (4:54)
(Marvin Gaye)
6. Symphony (2:52)
(Marvin Gaye / William Robinson)
7. Life’s Opera (7:42)
(Marvin Gaye / Ivy Jo Hunter)
8. Dream of a Lifetime (3:49)
(Marvin Gaye)

## Charts und Chartplatzierungen
Das Album erreichte in den USA in den Pop-Albumcharts Platz 41 und in den R&B-Charts Platz 8.

## Veröffentlichte Singles
Sanctified Lady
veröffentlicht 1985; #2 R&B - #101 Pop
It’s Madness
veröffentlicht 1985; #55 R&B